# Sony Entertainment Television (canal de televisió d'Espanya)
Sony Entertainment Television o Sony TV va ser un canal de televisió per subscripció espanyol d'origen estatunidenc, filial del canal internacional Sony Entertainment Television que gestiona Sony Pictures Entertainment.
El canal va començar les seves emissions el 12 de juny de 2006 a través de la televisió digital terrestre sota el nom "Sony Entertainment Television en Veo" ("Sony TV en Veo"), ja que compartia freqüència amb Veo Televisión, propietat d'Unidad Editorial. Posteriorment, es va sumar a altres plataformes de pagament com Canal+, o Movistar TV, on va continuar emetent fins al cessament definitiu de les seves emissions.
El 1r de maig de 2010, va cessar les seves emissions en obert a través de la TDT i va deixar la seva freqüència a AXN com a canal de la TDT de pagament. Finalment, després de 4 anys, el senyal d'AXN en la TDT de pagament va deixar d'estar disponible el 30 d'abril de 2014, encara que va continuar la seva emissió en operadors de satèl·lit, cable i IPTV. Finalment, Sony TV va cessar les seves emissions definitivament el 7 de maig de 2012 i va donar pas a AXN White, que va mantenir part de la seva programació.

## Història
El 12 de juny de 2006, Sony TV va iniciar les seves emissions en proves durant 12 hores diàries amb programació basada en sèries de ficció i pel·lícules de cinema. En la matinada del 27 d'agost al 28, es va emetre la 58a edició dels Emmy per primera vegada en la TDT, disponible doblat al castellà o en àudio original, alhora que s'emetia en AXN.
El 18 de setembre, van començar a transmetre les 24 hores del dia. Una de les idees del canal era servir com a complement directe d'AXN i viceversa. Les novetats de la nova temporada van ser les sèries No con mis hijas, Un chapuzas en casa, Kevin Hill, De repente Susan, Línea de fuego, Veritas, Fenómenos i, per primera vegada en el canal, un reality guanyador de diversos Emmy: El Gran Reto.
En 17 de març de 2007, la cadena va anunciar l'emissió de la primera temporada de la sèrie Desperate Housewives, i a partir del 14 d'abril, Lost, ambdues per primera vegada en la relació d'aspecte 16:9. El 14 d'agost de 2009, Sony Pictures va anunciar un acord amb Dahlia per a la comercialització del canal AXN com a canal TDT per subscripció, a l'espera que Grup Antena 3 i/o Mediaset Espanya llancessin les seves plataformes de pagament en TDT.
Finalment, el 1r de maig de 2010, va cessar les seves emissions en obert per a donar pas a AXN, canal que va emetre a través de la TDT de pagament de la mà de Mediapro. No obstant això, Sony TV va continuar emetent-se com un canal per subscripció des del 30 d'octubre del mateix any. El 30 de juny de 2011, l'operador de cable ONO va incorporar Sony TV en el dial 41, dins del paquet Extra de la seva televisió.
El 16 d'abril de 2012, es va anunciar la substitució del canal Sony TV per AXN White, reemplaçat el 7 de maig de 2012. L'última sèrie que va emetre va ser Mike & Molly.